# مقاطعة ليكنغ (أوهايو)
مقاطعة ليكنغ (بالإنجليزية: Licking County)‏ هي إحدى مقاطعات ولاية أوهايو في الولايات المتحدة الأمريكية.

## أعلام
- جاكوب هنري ميلر
- جيمس إي. هاريس
- إد شيرمان
- توماس أو. أوسبورن